# Frederik Børsting
Frederik Børsting (Klarup, 13 februari 1995) is een Deens voetballer die speelt als middenvelder. In juli 2014 stroomde hij vanuit de jeugd van Aalborg BK door naar het eerste elftal. 

## Clubcarrière
Børsting speelde voor RKG Klarup tot zijn twaalfde, toen hij de overstap maakte naar de jeugd van Aalborg BK. In juli 2014 maakte hij de overstap van de jeugd naar het eerste elftal. Hij debuteerde op 26 juli 2014 in de Deense Superligaen tegen Midtjylland. In deze wedstrijd, die met 2-0 werd gewonnen, speelde hij 80 minuten. Naast deze wedstrijd speelde Børsting in het resterende deel van seizoen 2014/15 nog 18 wedstrijden in de Superligaen en daarnaast nog twee Europa League-wedstrijden.

## Clubstatistieken
| Seizoen | Club       | Competitie  | Competitie | Competitie | Beker | Beker | Internationaal | Internationaal | Overig | Overig | Totaal | Totaal |
| Seizoen | Club       | Competitie  | Wed.       | Dlp.       | Wed.  | Dlp.  | Wed.           | Dlp.           | Wed.   | Dlp.   | Wed.   | Dlp.   |
| ------- | ---------- | ----------- | ---------- | ---------- | ----- | ----- | -------------- | -------------- | ------ | ------ | ------ | ------ |
| 2014/15 | Aalborg BK | Superligaen | 19         | 1          | 1     | 0     | 3              | 0              | 0      | 0      | 23     | 1      |
| 2015/16 | Aalborg BK | Superligaen | 29         | 2          | 3     | 1     | -              | -              | 0      | 0      | 32     | 3      |
| 2016/17 | Aalborg BK | Superligaen | 22         | 3          | 2     | 1     | -              | -              | 7      | 1      | 31     | 5      |
| 2017/18 | Aalborg BK | Superligaen | 24         | 3          | 4     | 4     | -              | -              | 11     | 1      | 39     | 8      |
| 2018/19 | Aalborg BK | Superligaen | 4          | 0          | 2     | 2     | -              | -              | 0      | 0      | 6      | 2      |
| Totaal  | Totaal     | Totaal      | 98         | 9          | 12    | 8     | 3              | 0              | 18     | 2      | 131    | 19     |

Bijgewerkt op 22 september 2018.